# Marina Sciocchetti
Marina Sciocchetti (née le 13 novembre 1958 à Gallarate) est une cavalière italienne.

## Biographie
Marina Sciocchetti est membre de l'équipe olympique d'Italie de concours complet qui est médaillée d'argent aux Jeux olympiques d'été de 1980 à Moscou. Elle se classe neuvième du concours complet individuel.